# 木村政次郎
木村 政次郎（きむら まさじろう、1865年9月4日（慶応元年7月15日） - 1949年（昭和24年）1月9日）は、政治家。衆議院議員（3期）。

## 経歴
東京都出身。会社重役、銀行頭取、取引所理事長、東京毎夕新聞社社長、中央新聞社取締役となる。
1917年の第13回衆議院議員総選挙において千葉県から立憲政友会公認で立候補して当選。選挙後、衆議院議員選挙訴訟が起き、裁判の結果、安房郡における選挙が無効となり、同年12月、他の当選者と共に当選が取消され議員を退職し、同月に実施された再選挙で当選した。1920年の第14回衆議院議員総選挙では千葉8区から立候補したが落選。1924年の第15回衆議院議員総選挙で復帰した。衆議院議員を3期務め、1928年の第16回衆議院議員総選挙には立候補しなかった。1949年死去。